# کارل پترسون اشمیت
کارل پترسون اشمیت (۱۹ ژوئن ۱۸۹۰ – ۲۶ سپتامبر ۱۹۵۷) متخصص خزنده‌شناسی اهل ایالات متحده آمریکا بود. وی همچنین برندهٔ جوایزی همچون کمک‌هزینه گوگنهایم شده‌است.

## خانواده
اشمیت پسر جورج دبلیو اشمیت و مارگارت پترسون اشمیت بود. او یک پروفسور آلمانی بود که در زمان تولد کارل اشمیت در لیک فارست در ایالت ایلینویز تدریس می‌کرد. خانواده‌اش این شهر را در سال ۱۹۰۷ ترک کردند و در ویسکانسین مستقر شدند. آن‌ها در مزرعه‌ای در نزدیکی استنلی، ویسکانسین کار کردند. جایی که مادرش و برادر کوچک‌ترش در روز ۷ اوت ۱۹۳۵ در آتش‌سوزی جان باختند. کارل اشمیت در ۱۹۱۹ با مارگارت وایتمن ازدواج کرد و دو پسر به نام‌های جان و رابرت داشتند.

## تحصیل
در سال ۱۹۱۳ اشمیت وارد دانشگاه کرنل شد تا زیست‌شناسی و زمین‌شناسی بخواند. در سال ۱۹۱۵ او در طی یک دوره آموزشی چهارماهه در شرکت نفت پردی در لویزیانا کشف کرد که اولویت وی خزنده‌شناسی بوده‌است. در سال ۱۹۱۶، او درجه لیسانس هنر را دریافت کرد و اولین سفر اکتشافی خود را به سانتو دومینگو انجام‌داد. در سال ۱۹۵۲ به او دکترای افتخاری علوم اعطا شد.

## شغل
از ۱۹۱۶ تا ۱۹۲۲ او به عنوان دستیار علمی در خزنده‌شناسی در موزه تاریخ طبیعی آمریکا در نیویورک، تحت نظر Mary Cynthia Dickerson و Gladwyn Kingsley Noble کار می‌کرد.

## خویش‌مستندنگاری مرگ

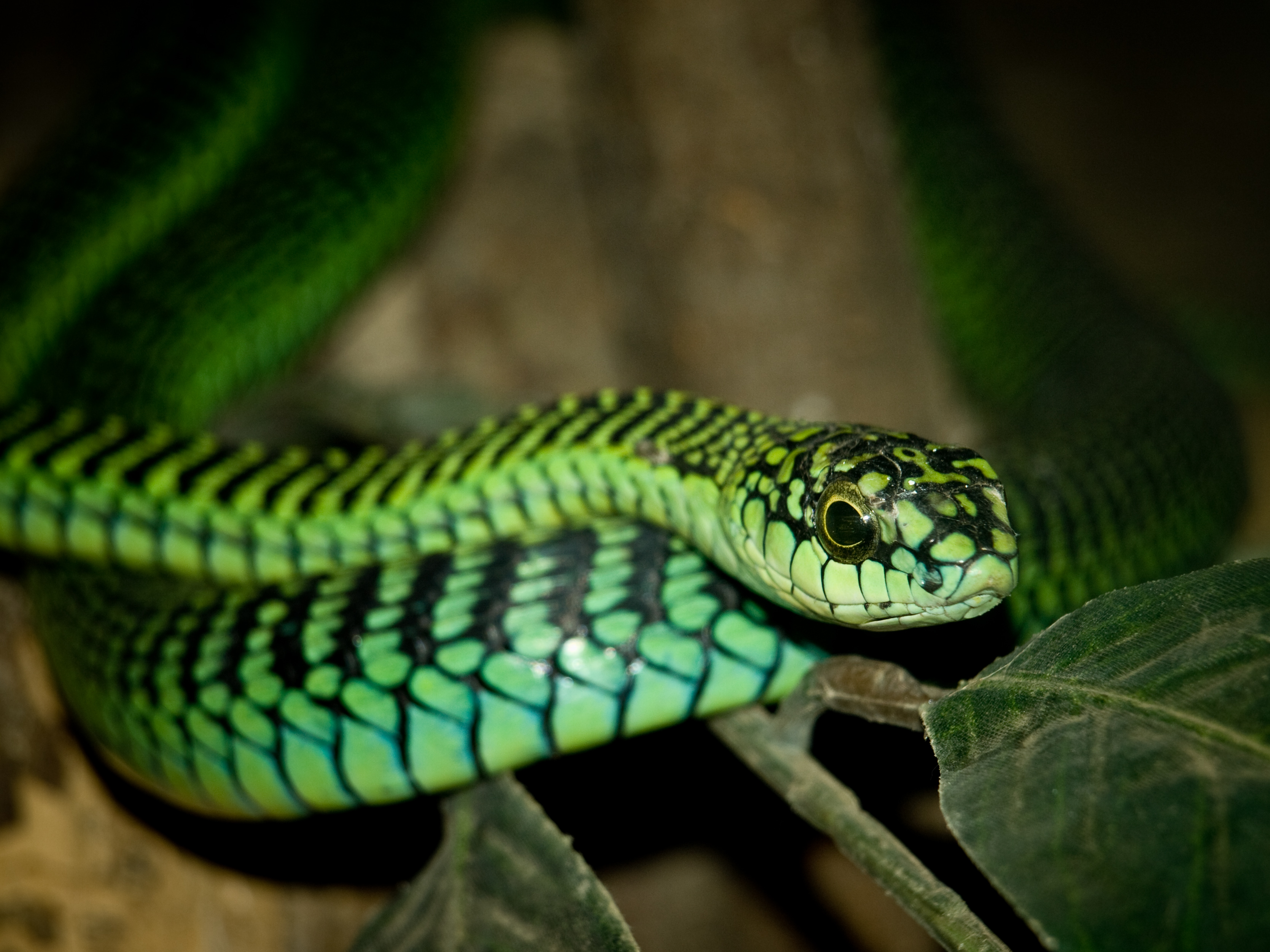
اشمیت توسط یک مار جوان مشابه تصویر کشته‌شد.

اشمیت در سال ۱۹۵۷ پس از گزیده‌شدن توسط یک مار بومسلنگ جوان کشته شد. او به اشتباه معتقد بود که این مار جوان قادر به تولید کردن دز کشنده نیست به همین دلیل پس از گاز گرفته‌شدن، مشغول به ثبت کردن دقیق علائم و تجربیاتش شد و این نت‌برداری را تقریباً تا آخرین لحظات ادامه داد. از اشمیت چند ساعت قبل از مرگش پرسیده شدکه آیا نیاز به مراقبت پزشکی دارد یا نه که وی این پیشنهاد را بدلیل اینکه مداخله پزشکی موجب تغییر علائم واقعی این گزیدگی می‌شد رد کرد. زهر مار بومسلنگ لخته‌های کوچک در خون ایجاد می‌کند و قربانی توانایی لخته شدن بیشتر خون را از دست می‌دهد و خونریزی تا مرگ ادامه پیدا می‌کند. او ۲۴ ساعت بعد از گزیدگی به علت خونریزی در ریه‌ها، کلیه، قلب و مغز درگذشت. مارتین پرکینز، که پس از او مدیر باغ‌وحش پارک لینکلن بود، ماری که او را گزیده بود را برای شناسایی به آزمایشگاه اشمیت در شیکاگو فرستاد.

## انتشارات
او بیش از ۲۰۰ مقاله و کتاب از جمله خزندگان زنده جهان را نوشت که به یکی از پرفروش‌ترین کتاب‌های بین‌المللی تبدیل شد.